# 모스타

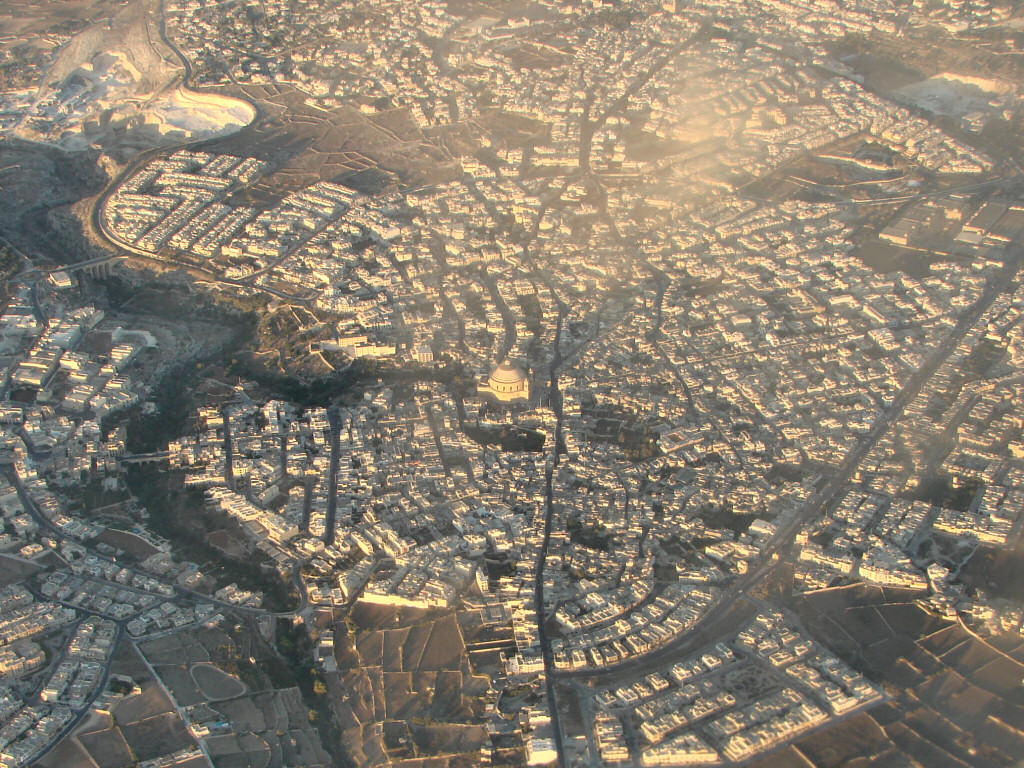
하늘에서 내려다 본 모스타 시가지의 모습

모스타의 위치

모스타(몰타어: Mosta)는 몰타 북서부에 위치한 도시로 면적은 6.8km2, 인구는 19,018명(2010년 기준), 인구 밀도는 2,800명/km2이다. 발레타 북서쪽에 위치한다. 길이 75m, 높이 55m, 지름 37.2m에 달하는 돔 (건축)형 로마 가톨릭교회 교회당인 모스타 원형 교회당으로 유명한 곳이다.

시기